# Pajcha Pata Lux
Pajcha Pata Lux (auch: Pajchapata Lux) ist eine Ortschaft im Departamento Cochabamba im südamerikanischen Andenstaat Bolivien.

## Lage im Nahraum
Pajcha Pata Lux liegt in der Provinz Esteban Arce und ist eine Ortschaft des Cantón Anzaldo im Municipio Anzaldo am Südrand der 490 km² großen fruchtbaren Hochebene des Valle Alto. Die Ortschaft liegt auf einer Höhe von 2902 m am linken, westlichen Ufer des Río Jatun Mayu, der flussabwärts als Río Suches weiterfließt. Zur Ortschaft gehören die beiden Bildungseinrichtungen „Unidad Educativa Wawa Wasi de Pajchapata“ und „Unidad Educativa Esteban Andia Escobar“.

## Geographie
Pajcha Pata Lux liegt im Übergangsbereich zwischen der Anden-Gebirgskette der Cordillera Central und dem bolivianischen Tiefland.
Die mittlere Durchschnittstemperatur der Region liegt bei etwa 18 °C (siehe Klimadiagramm Cochabamba) und schwankt nur unwesentlich zwischen 14 °C im Juni/Juli und 20 °C im Oktober/November. Der Jahresniederschlag beträgt nur rund 450 mm, bei einer ausgeprägten Trockenzeit von Mai bis September mit Monatsniederschlägen unter 10 mm, und einer Feuchtezeit von Dezember bis Februar mit 90 bis 120 mm Monatsniederschlag.

## Verkehrsnetz
Pajcha Pata Lux liegt in einer Entfernung von 55 Straßenkilometern südöstlich von Cochabamba, der Hauptstadt des gleichnamigen Departamentos.
Von Cochabamba aus führt die asphaltierte Nationalstraße Ruta 7 in südöstlicher Richtung 33 Kilometer bis Tolata, von dort die Ruta 4305 über acht Kilometer weiter nach Süden bis Cliza, und weiter über Toco, Siches und Apachetas nach Pajcha Pata Lux.

## Bevölkerung
Die Einwohnerzahl der Ortschaft ist in dem Jahrzehnt zwischen den beiden letzten Volkszählungen leicht angestiegen:
| Jahr | Einwohner         | Quelle       |
| ---- | ----------------- | ------------ |
| 1992 | keine Detaildaten | Volkszählung |
| 2001 | 174               | Volkszählung |
| 2013 | 186               | Volkszählung |
| 2024 |                   | Volkszählung |

Die Region weist einen hohen Anteil an Quechua-Bevölkerung auf, im Municipio Anzaldo sprechen 99,2 Prozent der Bevölkerung Quechua.